# Niccolò Piccinni
Pour les articles homonymes, voir Piccinni.
Niccolò Vito Piccinni
 (né à Bari le 16 janvier 1728 et mort à Passy le 7 mai 1800) est un compositeur italien de la période classique, l'un des derniers représentants importants de l'école napolitaine dans la seconde moitié du XVIIIe siècle, principalement dans le domaine de l'opera buffa.

## Biographie
Élève au conservatoire de Naples, il a comme professeurs Leonardo Leo et Francesco Durante et comme compagnon d’études Pasquale Anfossi. 
Il compose son premier opéra, Le donne dispettose, en 1754. En 1758, il écrit un nouvel opéra, Alessandro nell'Indie sur un livret de Métastase. 
Puis, Piccinni déménage à Rome, et y connaît un succès considérable avec, par exemple, La Cecchina (1760), tiré d’une œuvre de Carlo Goldoni.
Il compose ensuite plus de cinquante nouvelles œuvres lyriques, et remanie Alexandre aux Indes en 1774. Mais il est surtout apprécié grâce à ses opéras-bouffes, L'Americano, Le finte gemelle, Le donne vendicate. Il est alors surnommé le « prince de l'opéra ». 
Sa Cecchina est jouée dans toute l'Europe et jusqu'au palais européen de l'Empereur chinois Qianlong. 
En 1773, sa réputation à Rome commence à pâlir devant celle d’Anfossi et en 1776, il accepte une invitation de la cour de France et devient professeur de chant de la reine Marie-Antoinette et directeur du Théâtre-Italien. 
En 1777 il est initié franc-maçon à la loge parisienne des Neuf Sœurs. Il décide alors de se consacrer principalement à l’écriture d’opéras et, en 1778, il compose son premier opéra français, Roland, qui lui apporte une renommée importante[réf. nécessaire].
C’est à Paris qu’il rencontre un autre compositeur, avec lequel il a une rivalité bien connue : Gluck. Ce dernier réforme l’opéra dans le but d’y introduire davantage de vérité dramatique. Cette querelle d’artistes, qui est orchestrée par les encyclopédistes défenseurs de l'opéra italien, augmente la notoriété de Piccinni, mais elle tourne à l’avantage de Gluck. L’opéra Iphigénie en Tauride de Piccinni (1781) est joué deux ans après l’œuvre homonyme de son concurrent[réf. nécessaire].
En 1783, Piccinni fait jouer Didon, son œuvre considérée comme la plus réussie dans le genre seria. La même année, il se voit accorder une pension de la cour de France. 
Mais à partir de 1784, il connaît une période difficile, la concurrence d’Antonio Sacchini et d’Antonio Salieri le met en difficulté et plusieurs de ses opéras sont des échecs publics, en particulier son Pénélope en 1785. 
Il connait quelques ennuis lors de la Révolution française, sa pension est supprimée en 1791, en tant que protégé de Marie-Antoinette, et le mariage de sa fille, Claire avec un jacobin nommé Pierre Prades-Prestreau lui vaut un séjour en prison. Il repart à Naples et de là à Venise, où il compose Griselda (1793), puis en 1798, retourne à Paris. Sans revenu, il est nommé par Bonaparte qui l'admire, inspecteur au Conservatoire, le sixième du nom. Sa santé est alors devenue très précaire, et il ne peut assurer les devoirs de sa charge[réf. nécessaire].
Piccinni est l’auteur principalement d’œuvres vocales (surtout des opéras), mais aussi de quelques pièces pour clavecin et de musique sacrée[réf. nécessaire].
Mort après une chute rue de la Montagne, il est enterré au cimetière paroissial de Passy, de nos jours disparu,. Au nord du 16e arrondissement de Paris, la rue Piccini lui rend hommage.
En 1855, la ville de Bari donnait son nom au théâtre communal, devenu ainsi le théâtre Piccinni[réf. nécessaire].
Il était le grand-père du compositeur Alexandre Piccinni, qui eut trois filles d'une relation avec la comédienne Marie Dorval[réf. nécessaire].

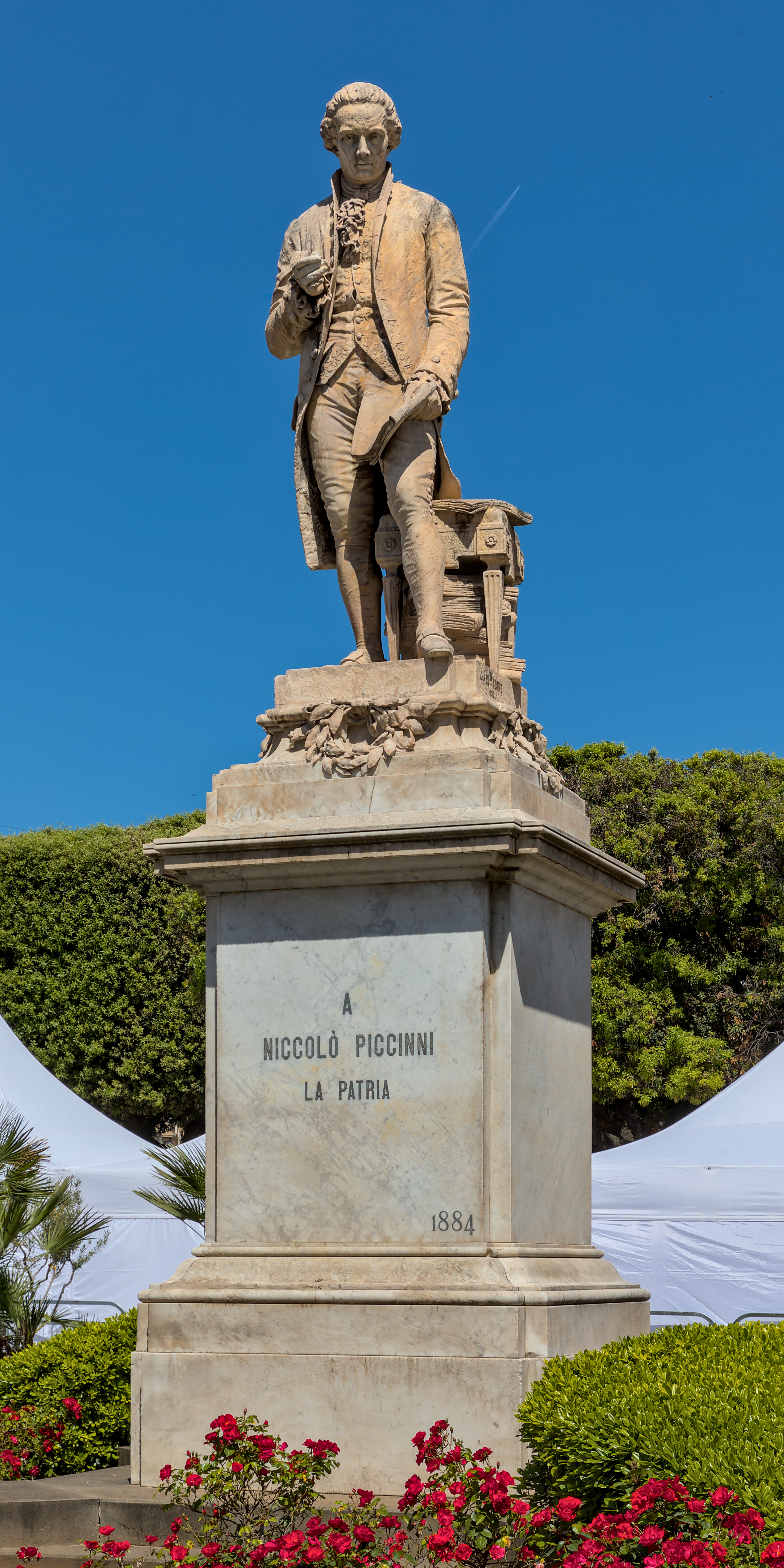
Statue de Niccolò Piccinni à Bari.
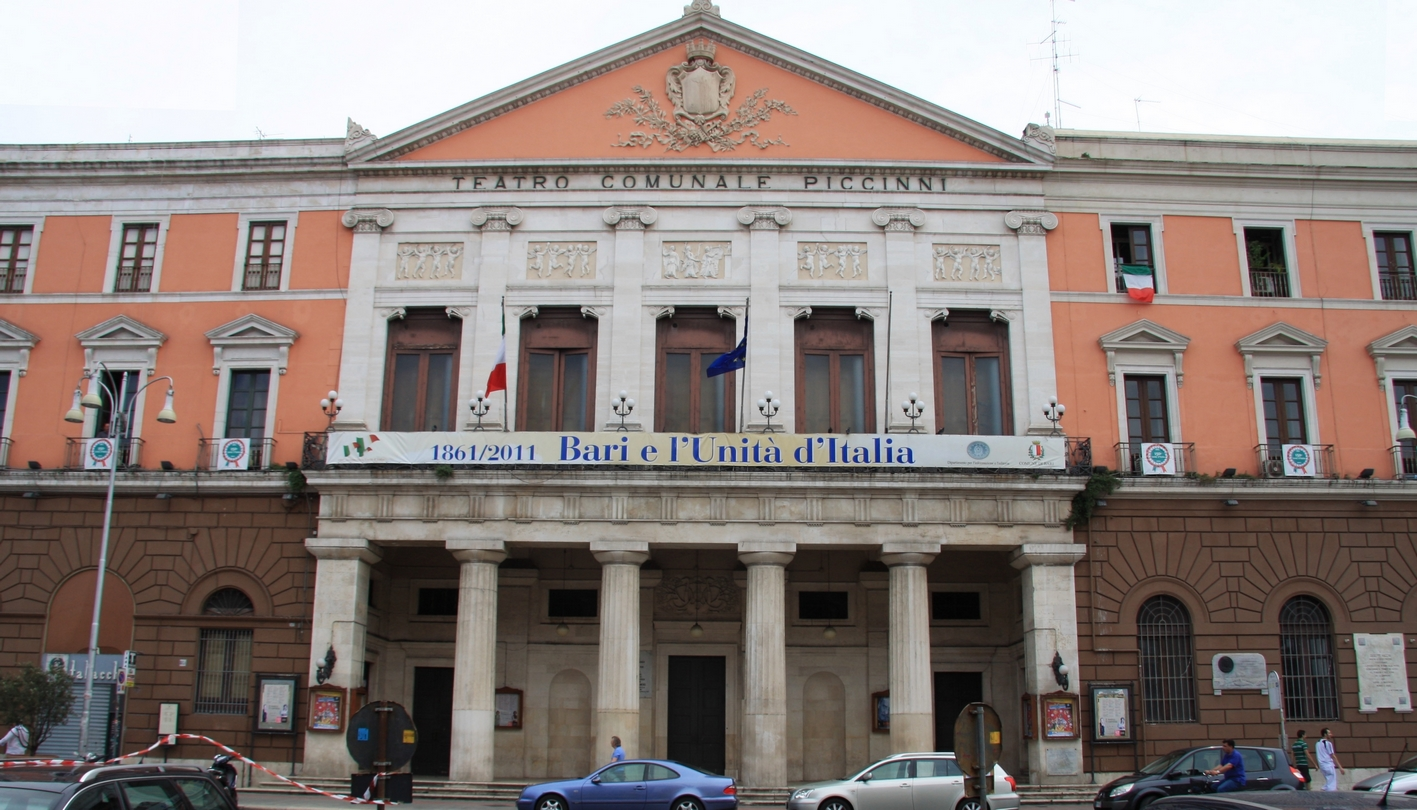
Théâtre communal Niccolò Piccinni à Bari.

## Œuvres
- Le donne dispettose, opéra-bouffe, livret d'Antonio Palomba, 1754, Naples ; repris sous le titre Le trame per amore et La massara spiritosa
- Il curioso del suo proprio danno, opéra-bouffe, livret d'Antonio Palomba, basé sur Don Quichotte de Miguel de Cervantes, 1755-1756, Naples
- Le gelosie, opéra-bouffe, livret de Giovanni Battista Lorenzi, 1755, Naples ; repris sous le titre Le gelosie, o Le nozze in confusione
- Zenobia, opera seria, livret de Pietro Metastasio, 1756, Naples
- Mitteti, opera seria, livret de Pietro Metastasio, 1757, Naples
- L'amante ridicolo, intermezzo, livret de Pioli, 1757, Naples ; repris sous les titres L'amante ridicolo deluso, L'amante deluso, L'amante ridicolo e deluso
- La schiava seria, intermezzo, 1757, Naples; repris sous le titre Die Slavinn
- Caio Mario, opera seria, livret de Gaetano Roccaforte, 1757, Naples
- Alessandro nell'Indie, 1re version, opera seria, livret de Pietro Metastasio, 1758, Rome ; repris sous le titre Alessandro e Poro
- Madama Arrighetta, opéra-bouffe, livret d'Antonio Palomba, basé sur Monsieur Petiton de Carlo Goldoni, 1758, Naples ; repris sous les titres L'intermezzo Petiton et Monsieur Petiton
- La scaltra letterata, opéra-bouffe, livret d'Antonio Palomba, 1758, Naples ; repris sous le titre La scaltra spiritosa
- Gli uccellatori, opéra-bouffe, livret de Carlo Goldoni, 1758, Naples ou Venise
- Ciro riconosciuto, opera seria, livret de Pietro Metastasio, 1759, Naples
- Siroe re di Persia, opera seria, livret de Pietro Metastasio, 1759, Naples
- La Cecchina, ossia La buona figliuola, dramma giocoso, livret de Carlo Goldoni, 1760, Rome; repris sous les noms de : La buona figliuola, La baronessa riconosciuta, Cecchina nobile, o la buona figluola, Das gute Mädchen, The Accomplish'd Maid, Der fromme Pige et La Bonne Fille
- L'Origille, opéra-bouffe, livret d'Antonio Palomba, 1760, Naples
- La canterina, intermezzo, 1760, Naples
- La furba burlata, opéra-bouffe, 1760, Naples ; mis en musique en collaboration avec Nicola Bonifacio Logroscino
- Il re pastore, opera seria, livret de Pietro Metastasio, 1760, Florence
- Le beffe giovanili, opéra-bouffe, livret de Carlo Goldoni, 1760, Naples
- Le vicende della sorte, intermezzo, livret de Giuseppe Petrosellini, basé sur Iportentosi effetti della madre natura de Carlo Goldoni, 1761, Rome
- La schiavitù per amore, intermezzo, 1761, Rome
- Olimpiade, 1re version, opera seria, livret de Pietro Metastasio, 1761, Rome
- Demofoonte, opera seria, livret de Pietro Metastasio, 1761, Reggio Emilia
- La buona figliuola maritata, opéra-bouffe, livret de Carlo Goldoni, 1761, Bologne ; repris sous les titres La baronessa riconosciuta e maritata, La cecchina maritata et La buona moglie
- Lo stravagante, opéra-bouffe, livret d'Antonio Villani, 1761, Naples
- L'astuto balordo, opéra-bouffe, livret de Giovanni Battista Fagiuoli, 1761, Naples
- L'astrologa, opéra-bouffe, livret de Pietro Chiari, 1761-1762, Venise
- Le avventure di Ridolfo, intermezzo, 1762, Bologne
- Artaserse, opera seria, livret de Pietro Metastasio, 1762, Rome
- La bella verità, opéra-bouffe, livret de Carlo Goldoni, 1762, Bologne
- Antigono, opera seria, livret de Pietro Metastasio, 1762, Naples
- Il cavalier Parisno, opéra-bouffe, livret d'Antonio Palomba, 1762, Naples
- Il cavaliere per amore, opéra-bouffe, livret de Giuseppe Petrosellini, 1762, Naples ; repris sous le titre Il fumo villano
- Amor senza malizia, opéra-bouffe, 1762, Nuremberg
- Le donne vendicate, intermezzo, livret de Carlo Goldoni, 1763, Rome; repris sous le titre Il vago disprezzato
- Le contadine bizzarre, opéra-bouffe, livret de Giuseppe Petrosellini, 1763, Venise ; repris sous les titres La contadina bizzarra, La sciocchezza in amore, Le contadine astute et Le villanelle astute
- Gli stravaganti, ossia La schiava riconosciuta, intermezzo, 1764, Rome ; repris sous les titres La schiava, Gli stravaganti, ossia I matrimoni alla moda, L'Esclave ou le Marin généreux et Die Ausschweifunden
- La villeggiatura, opéra-bouffe, livret de Carlo Goldoni, 1764, Bologne
- Il parrucchiere, intermezzo, 1764, Rome
- L'incognita perseguita, opéra-bouffe, livret de Giuseppe Petrosellini, 1764, Venise
- L'equivoco, opéra-bouffe, livret d'Antonio Villani, 1764, Naples
- La donna vana, opéra-bouffe, livret d'Antonio Palomba, 1764, Naples
- Il nuovo Orlando, opéra-bouffe, basé sur l'Orlando furioso de Ludovico Ariosto, 1764, Modène
- Il barone di Torreforte, intermezzo, 1765, Rome
- Il finto astrologo, intermezzo, livret de Carlo Goldoni, 1765, Rome
- L'orfana insidiata, opéra-bouffe, 1765, Naples
- La pescatrice, ovvero L'erede riconosciuta, intermezzo, livret de Carlo Goldoni, 1766, Rome; repris sous le titre L'erede riconosciuta e la pescatrice innocente
- La baronessa di Montecupo, intermezzo, 1766, Rome
- L'incostante, intermezzo, livret d'Antonio Palomba, 1766, Rome ; repris sous le titre Il volubile
- La fiammetta generosa (acte I), opéra-bouffe, 1766, Naples ; actes II et III composés par Pasquale Anfossi
- La molinarella, opéra-bouffe, 1766, Naples; repris sous le titre Il cavaliere Ergasto e ma molinara
- Il gran Cid, opera seria, livret de Giovacchini Pizzi, 1766, Naples ; repris sous le titre Il Cid
- La francese maligna, opéra-bouffe, 1766-1767, Naples
- La notte critica, opéra-bouffe, livret de Carlo Goldoni, 1767, Lisbonne ; repris sous le titre Die Nacht
- La finta baronessa, opéra-bouffe, livret de Filippo Livigni, 1767, Naples
- La directrice prudente, opéra-bouffe, 1767, Naples ; repris sous le titre La prudente ingegnosa
- Mazzina, Acetone e Dindimento, opéra-bouffe, 1767, Naples
- Olimpiade, 2e version, opera seria, livret de Pietro Metastasio, 1768, Rome
- Li napoletani in America, opéra-bouffe, livret de Francesco Cerlone, 1768, Naples
- Lo sposo burlato, intermezzo, livret de Giovanni Battista Casti, 1769, Rome
- L'innocenza riconosciuta, opéra-bouffe, 1769, Senigallia
- La finta ciarlatana, ossia Il vecchio credulo, opéra-bouffe, 1769, Naples
- Demetrio, opera seria, livret de Pietro Metastasio, 1769, Naples
- Gli sposi perseguitati, opéra-bouffe, livret de Pasquale Mililotti, 1769, Naples
- Didone abbandonata, opera seria, livret de Pietro Metastasio, 1770, Rome ; repris sous le titre La Didone
- Cesare in Egitto, opera seria, livret de Giovanni Francesco Bussani, 1770, Milan ; repris sous le titre de Cesare e Cleopatra
- La donna di spirito, opéra-bouffe, 1770, Rome
- Il regno della luna, opéra-bouffe, 1770, Milan ; repris sous le titre Il mondo della luna
- Gelosia per gelosia, opéra-bouffe, livret de Giovanni Battista Lorenzi, 1770, Naples
- L'olandese in Italia, opéra-bouffe, Niccolò Tassi, 1770, Milan
- Catone in Utica, dramma per musica, livret de Pietro Metastasio, 1770, Mannheim
- Don Chisciotte, opéra-bouffe, livret de Giovanni Battista Lorenzi, d'après Miguel de Cervantes, 1770, Naples
- Il finto pazzo per amore, opéra-bouffe, 1770, Naples
- Le finte gemelle, intermezzo, livret de Giuseppe Petrosellini, 1771, Rome ; repris sous le titre Le due finte gemelle e Le germane in equivoco
- La donna de bell'umore, opéra-bouffe, 1771, Naples
- La corsara, opéra-bouffe, livret de Giovanni Battista Lorenzi, 1771, Naples
- L'americano, intermezzo, 1772, Rome ; repris sous le titre L'americano incivilito et L'americano ingentilito
- L'astratto, ovvero il giocator fortunato, opéra-bouffe, livret de Giuseppe Petrosellini, 1772, Venise ; repris sous le titre Il giocator fanatico per il lotto
- Gli amanti dispersi, farsa in prosa e intermezzo, 1772, Naples
- Le trame zingaresche, opéra-bouffe, livret de Giovanni Battista Lorenzi, 1772, Naples
- Ipermestra, opera seria, livret de Pietro Metastasio, 1772, Naples
- Scipione in Cartagena, opera seria, livret d'Alvise Giusti, 1772, Modène
- La sposa collerica, intermezzo, 1773, Rome
- Il vagabondo fortunato, opéra-bouffe, livret de Pasquale Mililotti, 1773, Naples
- Le quattro nazioni, o La vedova scaltra, opéra-bouffe, livret de Carlo Goldoni, 1773, Rome
- Alessandro nelle Indie, 2e version, opera seria, livret de Pietro Metastasio, 1774, Naples
- Gli amanti mascherati, opéra-bouffe, 1774, Naples
- L'ignorante astuto, opéra-bouffe, livret de Pasquale Mililotti, 1775, Naples
- Enea in Cuma, parodia, livret de Pasquale Mililotti, 1775, Naples
- I viaggiatori, opéra-bouffe, livret de Pasquale Mililotti, livret d'après Carlo Goldoni, 1775, Naples
- Il sordo, intermezzo, 1775, Naples
- La contessina, opéra-bouffe, livret de Marco Coltellini, d'après Carlo Goldoni, 1775, Vérone
- La capricciosa o L'incostanza, opéra-bouffe, 1776, Rome
- Radamisto, opera seria, livret d'Antonio Marchi, 1776, Naples
- Vittorina, opéra-bouffe, livret de Carlo Goldoni, 1777, Londres
- Roland, tragédie Lyrique, livret de Jean-François Marmontel, d'après Philippe Quinault, 1778, Paris
- Phaon, drame lyrique, livret de C. H. Watelet, Choisy, 1778
- Il vago disprezzato, opéra-bouffe, 1779, Paris
- Atys, tragédie lyrique, livret de Jean-François Marmontel d'après Philippe Quinault, 1780, Paris
- Iphigénie en Tauride, tragédie lyrique, livret d'Alphonse du Congé-Dubreuil, 1781, Paris
- Adèle de Ponthieu, tragédie lyrique, livret de Jean-Paul-André Razins de Saint-Marc, 1781, Paris
- Didon[9], tragédie lyrique, livret de Jean-François Marmontel, 1783, Fontainebleau
- Le Dormeur éveillé, opéra-comique, livret de Jean-François Marmontel, 1783, Paris
- Le faux lord, opéra-comique, livret de Giuseppe Maria Piccinni, 1783, Versailles ; repris sous le titre Der verstellte Lord
- Diane et Endymion, opéra, livret de Jean-François Espic Chevalier de Liroux, 1784, Paris
- Lucette, opéra-comique, livret de Giuseppe Maria Piccinni, 1784, Paris
- Pénélope, tragédie lyrique, livret de Jean-François Marmontel, 1785, Fontainebleau
- Clytemnestre, tragédie lyrique, livret de L. G. Pitra, 1787, Paris
- La serva onorata, opéra-bouffe, livret de Giovanni Battista Lorenzi, basé sur Le nozze di Figaro de Lorenzo da Ponte, 1792, Naples
- Le trame in maschera, opéra-bouffe, 1793, Naples
- Ercole al Termodonte, opera seria, 1793, Naples ; repris sous le titre La disfatta delle Amazzone
- La Griselda, dramma eroicomico per musica, livret de Angelo Anelli, 1793, Venise
- Il servo padrone, ossia L'amor perfetto, opéra-bouffe, livret de Caterino Mazzolà, 1794, Venise
- I Decemviri, opera seria
- Il finto turco, opéra-bouffe
- Berenice, opera seria, livret de Benedetto Pasqualigo, vers 1764, Naples
- Il conte bagiano, intemerzzo, 1770, Rome
- La lavandara astuta, opéra-bouffe, 1772, Lucques
- L'enlèvement des Sabines, 1787, Paris
- Der Schlosser, 1793
- Sermiculo, intermezzo
- La Pie voleuse ou la Servante de Valaiseau
- Les mensonges officieux, opéra-comique, livret de Giuseppe Maria Piccinni, Paris
- Les fourberies de Marine, opéra-comique, Paris
- I portentosi effetti, opéra-bouffe
- Le donne di teatro
- Amante in campagna, intermezzo
- Le Cigisbé, opéra-comique, Paris
- Hymne à l'hymen
- 1799 Hymne à l'hymen pour la célébration des mariages, livret de Pierre-Louis Ginguené

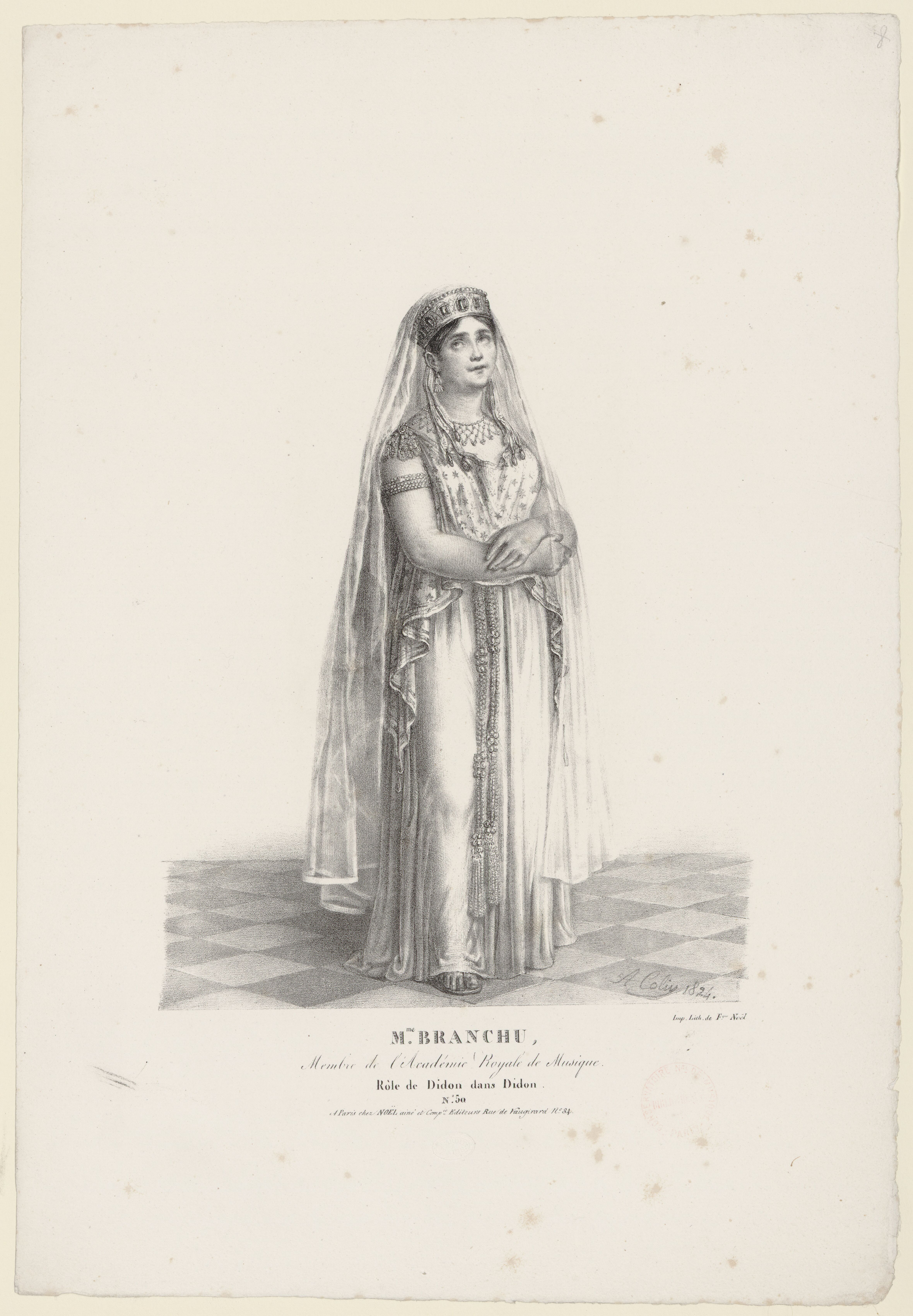
Caroline-Alexandrine Branchu dans le rôle de Didon - Alexandre-Marie Colin

- Concerto pour flûte en ré majeur.